# Danh sách cầu thủ tham dự giải vô địch bóng đá U-20 Bắc, Trung Mỹ và Caribe 2017
Danh sách các đội hình tham dự Giải vô địch bóng đá U-20 Bắc, Trung Mỹ và Caribe được xuất bản ngày 10 tháng 2 năm 2017.

## Bảng A

### Antigua và Barbuda
Huấn luyện viên:  George Warner
| 0#0 | Vị trí | Cầu thủ             | Ngày sinh và tuổi           | Câu lạc bộ               |
| --- | ------ | ------------------- | --------------------------- | ------------------------ |
| 1   | TM     | Christian Corbett   | 31 tháng 1, 1998 (19 tuổi)  | Generation Next          |
| 2   | HV     | Jarmarlie Stevens   | 20 tháng 4, 1997 (19 tuổi)  | Old Road                 |
| 3   | HV     | Vashami Allen       | 1 tháng 1, 1997 (20 tuổi)   | Fort Road                |
| 4   | HV     | Luther Wildin       | 3 tháng 12, 1997 (19 tuổi)  | Notts County             |
| 5   | HV     | Matthew Hall        | 3 tháng 3, 1998 (18 tuổi)   | Fort Road F.C.           |
| 6   | HV     | Kalis Gore          | 11 tháng 11, 1998 (18 tuổi) | Unattached               |
| 7   | TĐ     | Shalon Knight       | 4 tháng 3, 2000 (16 tuổi)   | Sweets                   |
| 8   | TV     | Andre Browne        | 13 tháng 1, 1997 (20 tuổi)  | Old Road                 |
| 9   | TĐ     | Javorn Stevens      | 9 tháng 5, 1998 (18 tuổi)   | Seattle Sounders FC 2    |
| 10  | HV     | Jacob Blackstock    | 26 tháng 8, 1998 (18 tuổi)  | Banbury United           |
| 12  | TV     | Leroy Graham        | 7 tháng 12, 1999 (17 tuổi)  | Villa Lions              |
| 13  | TĐ     | Cristian Fernandez  | 6 tháng 7, 1999 (17 tuổi)   | Villa Lions              |
| 14  | HV     | Kendukar Challenger | 24 tháng 1, 1997 (20 tuổi)  | Young Warriors           |
| 15  | TĐ     | Zayn Hakeem         | 15 tháng 2, 1999 (18 tuổi)  | Mansfield Town           |
| 16  | TV     | Denie Henry         | 7 tháng 5, 1998 (18 tuổi)   | Parham                   |
| 17  | TV     | Benedict Bowers     | 18 tháng 12, 1997 (19 tuổi) | Goole                    |
| 18  | TV     | Elliot Webber       | 1 tháng 10, 1998 (18 tuổi)  | Leicester City           |
| 19  | HV     | Elijah Jarvis       | 24 tháng 3, 1999 (17 tuổi)  | Roberts Wesleyan College |
| 20  | TM     | Kahendi Jackson     | 5 tháng 12, 1998 (18 tuổi)  | SAP                      |
|     | TV     | Ajani Thomas        |                             | Sweets                   |

Ghi chú
1. ↑  CONCACAF document lists Kalis Gore as being contracted to Leciester City.
2. ↑  Originally, DJ Buffonge of Manchester United was called-up but the club refused to call the player up as the tournament does not take place on the FIFA calendar.

### Canada
Huấn luyện viên:  Rob Gale
| 0#0 | Vị trí | Cầu thủ                 | Ngày sinh và tuổi           | Câu lạc bộ             |
| --- | ------ | ----------------------- | --------------------------- | ---------------------- |
| 1   | TM     | Dayne St. Clair         | 9 tháng 5, 1997 (19 tuổi)   | University of Maryland |
| 2   | HV     | Zachary Brault-Guillard | 30 tháng 12, 1998 (18 tuổi) | Lyon                   |
| 3   | HV     | Gabriel Boakye          | 26 tháng 2, 1998 (18 tuổi)  | Energie Cottbus        |
| 4   | HV     | Kosovar Sadiki          | 27 tháng 8, 1998 (18 tuổi)  | Stoke City             |
| 5   | HV     | Thomas Meilleur-Giguère | 13 tháng 11, 1997 (19 tuổi) | Ottawa Fury            |
| 6   | TV     | Liam Fraser             | 13 tháng 2, 1998 (19 tuổi)  | Toronto FC II          |
| 7   | TV     | Diego Gutiérrez         | 18 tháng 2, 1997 (19 tuổi)  | Palestino              |
| 8   | TV     | Luca Uccello            | 17 tháng 6, 1997 (19 tuổi)  | Toronto FC II          |
| 9   | TĐ     | Dario Zanatta           | 24 tháng 5, 1997 (19 tuổi)  | Heart of Midlothian    |
| 10  | TV     | Tristan Borges          | 26 tháng 8, 1998 (18 tuổi)  | Heerenveen             |
| 11  | TV     | Kris Twardek            | 8 tháng 3, 1997 (19 tuổi)   | Millwall               |
| 12  | TĐ     | Shaan Hundal            | 14 tháng 7, 1999 (17 tuổi)  | Toronto FC II          |
| 13  | TV     | Dante Campbell          | 22 tháng 5, 1999 (17 tuổi)  | Toronto FC II          |
| 14  | TV     | Aidan Daniels           | 6 tháng 9, 1998 (18 tuổi)   | Toronto FC II          |
| 15  | HV     | Kamal Miller            | 16 tháng 5, 1997 (19 tuổi)  | University of Syracuse |
| 16  | TV     | Emmanuel Zambazis       | 24 tháng 4, 1997 (19 tuổi)  | Iraklis                |
| 17  | TĐ     | Aymar Sigue             | 12 tháng 2, 1997 (20 tuổi)  | Penn State University  |
| 18  | TM     | Thomas Hasal            | 1 tháng 1, 1999 (18 tuổi)   | Vancouver Whitecaps    |
| 19  | TĐ     | Liam Millar             | 27 tháng 9, 1999 (17 tuổi)  | Liverpool              |
| 20  | HV     | Kadin Chung             | 5 tháng 9, 1998 (18 tuổi)   | Whitecaps FC 2         |

### Honduras
Huấn luyện viên:  Carlos Ramón Tábora
| 0#0 | Vị trí | Cầu thủ           | Ngày sinh và tuổi           | Câu lạc bộ        |
| --- | ------ | ----------------- | --------------------------- | ----------------- |
| 1   | TM     | Javier Delgado    | 6 tháng 11, 1998 (18 tuổi)  | Honduras Progreso |
| 2   | HV     | Denil Maldonado   | 25 tháng 5, 1998 (18 tuổi)  | Motagua           |
| 3   | HV     | Wesly Decas       | 11 tháng 2, 1999 (18 tuổi)  | Motagua           |
| 4   | HV     | Kenneth Hernández | 26 tháng 5, 1997 (19 tuổi)  | Victoria          |
| 5   | HV     | Dylan Andrade     | 8 tháng 3, 1998 (18 tuổi)   | Platense          |
| 6   | HV     | Riky Zapata       | 23 tháng 11, 1997 (19 tuổi) | Real Sociedad     |
| 7   | TV     | José Reyes        | 5 tháng 11, 1997 (19 tuổi)  | Olimpia           |
| 8   | TV     | Carlos Pineda     | 23 tháng 9, 1997 (19 tuổi)  | Olimpia           |
| 9   | TV     | Foslyn Grant      | 4 tháng 10, 1998 (18 tuổi)  | Motagua           |
| 10  | TV     | Rembrandt Flores  | 12 tháng 5, 1997 (19 tuổi)  | Olimpia           |
| 11  | TĐ     | José Pinto        | 27 tháng 9, 1997 (19 tuổi)  | Olimpia           |
| 12  | TM     | Michael Perelló   | 11 tháng 7, 1998 (18 tuổi)  | Marathón          |
| 13  | TV     | José Quiroz       | 26 tháng 5, 1997 (19 tuổi)  | Real España       |
| 14  | TV     | Sendel Cruz       | 13 tháng 12, 1998 (18 tuổi) | Juticalpa         |
| 15  | HV     | Jalex Sánchez     | 28 tháng 3, 1997 (19 tuổi)  | Real España       |
| 16  | HV     | José García       | 21 tháng 9, 1998 (18 tuổi)  | Victoria          |
| 17  | TĐ     | Byron Rodríguez   | 26 tháng 8, 1997 (19 tuổi)  | Parrillas One     |
| 18  | TV     | Darixon Vuelto    | 15 tháng 1, 1998 (19 tuổi)  | Tenerife          |
| 19  | TĐ     | Douglas Martínez  | 5 tháng 6, 1997 (19 tuổi)   | Vida              |
| 20  | TV     | Jorge Álvarez     | 28 tháng 1, 1998 (19 tuổi)  | Olimpia           |

### México
Huấn luyện viên:  Marco Antonio Ruiz
| 0#0 | Vị trí | Cầu thủ            | Ngày sinh và tuổi           | Câu lạc bộ       |
| --- | ------ | ------------------ | --------------------------- | ---------------- |
| 1   | TM     | Fernando Hernández | 2 tháng 1, 1998 (19 tuổi)   | Monterrey        |
| 2   | HV     | Diego Cortés       | 18 tháng 6, 1998 (18 tuổi)  | Guadalajara      |
| 3   | HV     | Edson Álvarez      | 24 tháng 10, 1997 (19 tuổi) | América          |
| 4   | HV     | Joaquín Esquivel   | 7 tháng 1, 1998 (19 tuổi)   | Pachuca          |
| 5   | HV     | Ulises Torres      | 17 tháng 2, 1998 (19 tuổi)  | América          |
| 6   | TV     | Alan Cervantes     | 17 tháng 1, 1998 (19 tuổi)  | Guadalajara      |
| 7   | TV     | Uriel Antuna       | 21 tháng 8, 1997 (19 tuổi)  | Santos Laguna    |
| 8   | TV     | Pablo López        | 7 tháng 1, 1998 (19 tuổi)   | Pachuca          |
| 9   | TĐ     | Ronaldo Cisneros   | 8 tháng 1, 1997 (20 tuổi)   | Santos Laguna    |
| 10  | TĐ     | Eduardo Aguirre    | 3 tháng 8, 1998 (18 tuổi)   | Santos Laguna    |
| 11  | TV     | Kevin Magaña       | 1 tháng 2, 1998 (19 tuổi)   | Guadalajara      |
| 12  | TM     | Santiago Hernández | 1 tháng 5, 1997 (19 tuổi)   | Atlas            |
| 13  | HV     | Brayton Vázquez    | 5 tháng 5, 1998 (18 tuổi)   | Atlas            |
| 14  | HV     | Juan Agüayo        | 11 tháng 3, 1997 (19 tuổi)  | Guadalajara      |
| 15  | HV     | Alejandro Mayorga  | 29 tháng 5, 1997 (19 tuổi)  | Guadalajara      |
| 16  | TV     | Francisco Córdova  | 12 tháng 7, 1997 (19 tuổi)  | América          |
| 17  | TV     | Kevin Lara         | 18 tháng 4, 1998 (18 tuổi)  | Santos Laguna    |
| 18  | TĐ     | Claudio Zamudio    | 30 tháng 3, 1998 (18 tuổi)  | Monarcas Morelia |
| 19  | TĐ     | Paolo Yrizar       | 6 tháng 10, 1997 (19 tuổi)  | Querétaro        |
| 20  | TV     | Diego Aguilar      | 13 tháng 1, 1997 (20 tuổi)  | Lobos BUAP       |

## Bảng B

### Haiti
Huấn luyện viên:  Wilfrid Montilas
| 0#0 | Vị trí | Cầu thủ               | Ngày sinh và tuổi           | Câu lạc bộ        |
| --- | ------ | --------------------- | --------------------------- | ----------------- |
| 1   | TM     | Isaac Rouaud-Simon    | 12 tháng 2, 1998 (19 tuổi)  | Le Mans           |
| 2   | HV     | Denso Ulysse          | 20 tháng 11, 1998 (18 tuổi) | Real Hope Academy |
| 3   | HV     | Odilon Jerome         | 7 tháng 12, 1998 (18 tuổi)  | Aigle Noir        |
| 4   | HV     | Fardyson Pierre       | 27 tháng 8, 1998 (18 tuổi)  | Real Hope Academy |
| 5   | HV     | Emerson Georges       | 27 tháng 9, 1998 (18 tuổi)  | Baltimore         |
| 6   | TV     | Brian Chevreuil       | 26 tháng 2, 1997 (19 tuổi)  | Châteauroux       |
| 7   | TĐ     | Jimmy-Shammar Sanon   | 24 tháng 1, 1997 (20 tuổi)  | FC Montreal       |
| 8   | TĐ     | Jonel Désiré          | 12 tháng 2, 1997 (20 tuổi)  | ASC               |
| 9   | TĐ     | Ronaldo Damus         | 12 tháng 9, 1999 (17 tuổi)  | Real Hope Academy |
| 10  | TĐ     | Roberto Badgio Louima | 4 tháng 3, 1997 (19 tuổi)   | Real Hope Academy |
| 11  | TĐ     | Kenley Dede           | 18 tháng 5, 1998 (18 tuổi)  | Don Bosco         |
| 13  | TV     | Wendy St Felix        | 1 tháng 10, 1997 (19 tuổi)  | Aigle Noir        |
| 14  | HV     | Yvenet Noel           | 6 tháng 3, 1997 (19 tuổi)   | Ouanaminthe       |
| 15  | HV     | Alessandro Campoy     | 7 tháng 6, 1997 (19 tuổi)   | Weston Fury       |
| 16  | TV     | Abraham Duverger      | 28 tháng 1, 1999 (18 tuổi)  | Unattached        |
| 17  | HV     | Wilmond Oracius       | 18 tháng 3, 1997 (19 tuổi)  | Viva Rio          |
| 19  | TĐ     | Stevenson Guillaume   | 2 tháng 6, 1998 (18 tuổi)   | Racing            |
| 20  | TĐ     | Richelor Sprangers    | 10 tháng 2, 1998 (19 tuổi)  | NAC Breda         |
|     | TM     | John Wodney Paris     | 3 tháng 12, 1997 (19 tuổi)  | Roulado           |
|     | TV     | Clerveau Dutherson    | 29 tháng 1, 1999 (18 tuổi)  | Valencia          |

### Panama
Huấn luyện viên:  Nelson Gallego
| 0#0 | Vị trí | Cầu thủ                      | Ngày sinh và tuổi           | Câu lạc bộ                     |
| --- | ------ | ---------------------------- | --------------------------- | ------------------------------ |
| 1   | TM     | Aldo Ciel                    | 3 tháng 12, 1997 (19 tuổi)  | Árabe Unido                    |
| 2   | HV     | Jiovany Ramos                | 26 tháng 1, 1997 (20 tuổi)  | San Francisco                  |
| 3   | HV     | Andrés Andrade Cedeño        | 16 tháng 10, 1998 (18 tuổi) | San Francisco                  |
| 4   | HV     | César Blackman Camarena      | 2 tháng 4, 1998 (18 tuổi)   | Chorrillo                      |
| 5   | TV     | Ricardo Ávila                | 4 tháng 2, 1997 (20 tuổi)   | Chorrillo                      |
| 6   | HV     | Javier Rivera Castillo       | 17 tháng 3, 1998 (18 tuổi)  | Tauro                          |
| 7   | TV     | Chamell Asprilla             | 11 tháng 8, 1998 (18 tuổi)  | Árabe Unido                    |
| 8   | TV     | Cristian Martínez            | 6 tháng 2, 1997 (20 tuổi)   | Columbus Crew                  |
| 9   | TĐ     | Ronaldo Córdoba              | 11 tháng 2, 1998 (19 tuổi)  | Tauro                          |
| 10  | TV     | Andres Peñalba               | 8 tháng 7, 1997 (19 tuổi)   | Chorrillo                      |
| 11  | TV     | Justin Simmons Samaniego     | 19 tháng 9, 1997 (19 tuổi)  | San Francisco                  |
| 12  | TM     | Charlie Taylor               | 15 tháng 2, 1997 (20 tuổi)  | Loughborough University        |
| 13  | HV     | Jorge Gutierrez Cornejo      | 1 tháng 9, 1998 (18 tuổi)   | Tauro                          |
| 14  | TV     | Jose Tejada                  | 5 tháng 1, 1998 (19 tuổi)   | Tauro                          |
| 15  | TV     | Adalberto Carrasquilla       | 28 tháng 11, 1998 (18 tuổi) | Tauro                          |
| 16  | TV     | Yair Jaen                    | 16 tháng 3, 1997 (19 tuổi)  | Costa del Este                 |
| 17  | TĐ     | Leandro Ávila Santamaria     | 11 tháng 1, 1997 (20 tuổi)  | Iowa Western Community College |
| 18  | TĐ     | Isidoro Hinestroza Hernandez | 11 tháng 9, 1997 (19 tuổi)  | San Francisco                  |
| 19  | TĐ     | Oliver Beckles Cooper        | 20 tháng 3, 1998 (18 tuổi)  | Tauro                          |
| 20  | HV     | Josue Vergara                | 26 tháng 7, 1999 (17 tuổi)  | Plaza Amador                   |

Ghi chú
1. ↑  Chamell Asprilla replaced the injured José Luis Rodríguez on 16 February prior to the tournament beginning.[7]
2. ↑  Taylor was listed by CONCACAF as playing for "University of London" but in fact represents Loughborough University.[8]

### Saint Kitts và Nevis
Huấn luyện viên:  Anthony Isaac
| 0#0 | Vị trí | Cầu thủ               | Ngày sinh và tuổi           | Câu lạc bộ                   |
| --- | ------ | --------------------- | --------------------------- | ---------------------------- |
| 1   | TM     | Nathan Joseph Lescott | 26 tháng 8, 1999 (17 tuổi)  | Unattached                   |
| 2   | HV     | Javier Sutton         | 23 tháng 3, 1997 (19 tuổi)  | Trinity Tiền đạo             |
| 3   | HV     | Ezer Browne           | 13 tháng 8, 1998 (18 tuổi)  | James Madison University     |
| 4   | HV     | Phillip Richardson    | 20 tháng 3, 1997 (19 tuổi)  | St. Paul's United            |
| 5   | TV     | Kejauni David         | 6 tháng 10, 1999 (17 tuổi)  | Newtown United               |
| 6   | HV     | Salas Cannonier       | 29 tháng 11, 1997 (19 tuổi) | St. Peters Tiền đạo          |
| 7   | TV     | Ronaldo Belgrove      | 15 tháng 9, 1998 (18 tuổi)  | Newtown United               |
| 8   | TV     | Yohannes Mitchum      | 6 tháng 4, 1998 (18 tuổi)   | Newtown United               |
| 9   | TV     | Romario Martin        | 30 tháng 8, 1999 (17 tuổi)  | Solihull Moors               |
| 10  | TĐ     | Delano Hodge          | 28 tháng 2, 1997 (19 tuổi)  | Conaree                      |
| 11  | TĐ     | Tahir Hanley          | 5 tháng 5, 1997 (19 tuổi)   | Garden Hotspurs              |
| 12  | HV     | Yusuf Saunders        | 27 tháng 2, 1997 (19 tuổi)  | Village Superstars           |
| 13  | TV     | Raheem Sommersall     | 5 tháng 7, 1997 (19 tuổi)   | Appalachian State University |
| 14  | TV     | Tyquan Terrell        | 16 tháng 4, 1998 (18 tuổi)  | St. Peters Tiền đạo          |
| 15  | TĐ     | Dakari Phipps         | 20 tháng 4, 1997 (19 tuổi)  | Newtown United               |
| 16  | HV     | Xavier French         | 14 tháng 5, 1997 (19 tuổi)  | SPD United                   |
| 17  | TV     | Steve Archibald       | 19 tháng 7, 1998 (18 tuổi)  | Garden Hotspurs              |
| 18  | TM     | Akimba Francis        | 13 tháng 1, 1997 (20 tuổi)  | SPD United                   |
| 19  | TV     | Gvaune Amory          | 22 tháng 6, 1997 (19 tuổi)  | Village Superstars           |
| 20  | TV     | Alex Charles          | 15 tháng 12, 1998 (18 tuổi) | Cayon Rockets                |

Ghi chú
1. ↑  CONCACAF document lists Nathan Lescott as being contracted to Leciester City.

### Hoa Kỳ
Huấn luyện viên:  Tab Ramos
| 0#0 | Vị trí | Cầu thủ            | Ngày sinh và tuổi           | Câu lạc bộ               |
| --- | ------ | ------------------ | --------------------------- | ------------------------ |
| 1   | TM     | Jonathan Klinsmann | 8 tháng 4, 1997 (19 tuổi)   | University of California |
| 2   | HV     | Marlon Fossey      | 9 tháng 9, 1998 (18 tuổi)   | Fulham                   |
| 3   | TV     | Danny Acosta       | 7 tháng 11, 1997 (19 tuổi)  | Real Salt Lake           |
| 4   | HV     | Tommy Redding      | 24 tháng 1, 1997 (20 tuổi)  | Orlando City             |
| 5   | HV     | Erik Palmer-Brown  | 24 tháng 4, 1997 (19 tuổi)  | Sporting Kansas City     |
| 6   | HV     | Justen Glad        | 28 tháng 2, 1997 (19 tuổi)  | Real Salt Lake           |
| 7   | TV     | Eryk Williamson    | 11 tháng 6, 1997 (19 tuổi)  | University of Maryland   |
| 8   | TV     | Tyler Adams        | 14 tháng 2, 1999 (18 tuổi)  | New York Red Bulls       |
| 9   | TĐ     | Jeremy Ebobisse    | 14 tháng 2, 1997 (20 tuổi)  | Portland Timbers         |
| 10  | TV     | Luca De La Torre   | 23 tháng 5, 1998 (18 tuổi)  | Fulham                   |
| 11  | TV     | Sebastian Saucedo  | 22 tháng 1, 1997 (20 tuổi)  | Real Salt Lake           |
| 12  | TM     | J.T. Marcinkowski  | 9 tháng 5, 1997 (19 tuổi)   | Georgetown University    |
| 13  | HV     | Auston Trusty      | 12 tháng 8, 1998 (18 tuổi)  | Philadelphia Union       |
| 14  | HV     | Aaron Herrera      | 6 tháng 6, 1997 (19 tuổi)   | University of New México |
| 15  | TV     | Jonathan González  | 13 tháng 4, 1999 (17 tuổi)  | Monterrey                |
| 16  | TV     | Jeremiah Gutjahr   | 10 tháng 8, 1997 (19 tuổi)  | Ấn Độna University       |
| 17  | TĐ     | Brooks Lennon      | 22 tháng 9, 1997 (19 tuổi)  | Real Salt Lake           |
| 18  | TĐ     | Emmanuel Sabbi     | 24 tháng 12, 1997 (19 tuổi) | UD Las Palmas            |
| 19  | TĐ     | Coy Craft          | 23 tháng 5, 1997 (19 tuổi)  | FC Dallas                |
| 20  | TV     | Jonathan Lewis     | 4 tháng 6, 1997 (19 tuổi)   | New York City            |

## Bảng C

### Bermuda
Huấn luyện viên:  Kyle Lightbourne
| 0#0 | Vị trí | Cầu thủ            | Ngày sinh và tuổi          | Câu lạc bộ                   |
| --- | ------ | ------------------ | -------------------------- | ---------------------------- |
| 1   | TM     | Jahquill Hill      | 15 tháng 1, 1997 (20 tuổi) | Ilkeston F.C.                |
| 2   | HV     | Arhia Simons       | 11 tháng 7, 1999 (17 tuổi) | X-Roads Warriors F.C.        |
| 3   | HV     | David Jones        | 12 tháng 3, 1997 (19 tuổi) | Ilkeston F.C.                |
| 4   | TV     | Nathan Rego        | 6 tháng 2, 1997 (20 tuổi)  | Somerset Cricket Club        |
| 5   | HV     | Tahzeiko Harris    | 6 tháng 5, 1999 (17 tuổi)  | Somerset Cricket Club        |
| 6   | TV     | Amar Lewis         | 9 tháng 7, 1998 (18 tuổi)  | Dandy Town Hornets           |
| 7   | TĐ     | Oneko Lowe         | 6 tháng 3, 1998 (18 tuổi)  | Dandy Town Hornets           |
| 8   | TV     | Liam Evans         | 1 tháng 5, 1997 (19 tuổi)  | Robin Hood                   |
| 9   | TĐ     | Tehvan Tyrell      | 16 tháng 3, 1997 (19 tuổi) | Ilkeston F.C.                |
| 10  | TV     | Osagi Bascome      | 10 tháng 1, 1999 (18 tuổi) | Bristol City F.C.            |
| 11  | TĐ     | Jahkari Furbert    | 6 tháng 3, 1999 (17 tuổi)  | Bermuda Athletic Association |
| 12  | TM     | Detre Bell         | 8 tháng 3, 1997 (19 tuổi)  | North Village Community Club |
| 13  | TĐ     | Mazhye Burchall    | 28 tháng 1, 1998 (19 tuổi) | PHC Zebras                   |
| 14  | TV     | Paul Douglas       | 7 tháng 8, 1997 (19 tuổi)  | Bermuda Athletic Association |
| 15  | TV     | Mikiel Thomas      | 8 tháng 11, 1997 (19 tuổi) | Devonshire Cougars           |
| 16  | TV     | Jahnazae Swan      | 9 tháng 6, 1997 (19 tuổi)  |                              |
| 17  | TV     | Jaz Ratteray Smith | 24 tháng 1, 1997 (20 tuổi) | Somerset Cricket Club        |
| 18  | TV     | Zenawi Bowen       | 16 tháng 2, 1998 (19 tuổi) |                              |
| 19  | TĐ     | Knory Scott        | 6 tháng 6, 1999 (17 tuổi)  | North Village Community Club |
| 20  | TV     | Kacy Butterfield   | 24 tháng 1, 1998 (19 tuổi) | Walsall F.C.                 |

The following were called-up but replaced before the tournament began:
| 0#0 | Vị trí | Cầu thủ                   | Ngày sinh và tuổi           | Câu lạc bộ                   |
| --- | ------ | ------------------------- | --------------------------- | ---------------------------- |
|     | HV     | Azende Furbert            | 18 tháng 3, 1998 (18 tuổi)  | North Village Community Club |
|     | HV     | Jahtino Richardson-Martin | 23 tháng 12, 1997 (19 tuổi) | Dandy Town Hornets           |
|     | HV     | Rai Sampson               | 4 tháng 12, 1997 (19 tuổi)  | North Village Community Club |

### Costa Rica
Huấn luyện viên:  Marcelo Herrera
| 0#0 | Vị trí | Cầu thủ                      | Ngày sinh và tuổi           | Câu lạc bộ                                              |
| --- | ------ | ---------------------------- | --------------------------- | ------------------------------------------------------- |
| 1   | TM     | Mario Sequeira               | 9 tháng 1, 1997 (20 tuổi)   | Deportivo Saprissa                                      |
| 2   | HV     | Diego Mesen                  | 28 tháng 3, 1999 (17 tuổi)  | L.D. Alajuelense                                        |
| 3   | HV     | Pablo Arboine                | 3 tháng 4, 1998 (18 tuổi)   | Santos de Guápiles F.C.                                 |
| 4   | TĐ     | Ian Smith                    | 6 tháng 3, 1998 (18 tuổi)   | Hammarby Fotboll (on loan from Santos de Guápiles F.C.) |
| 5   | HV     | Esteban González             | 30 tháng 1, 1998 (19 tuổi)  | Deportivo Saprissa                                      |
| 6   | TV     | Luis José Hernández Paniagua | 7 tháng 2, 1998 (19 tuổi)   | Deportivo Saprissa                                      |
| 7   | TĐ     | Kevin Masis                  | 5 tháng 1, 1998 (19 tuổi)   | Santos de Guápiles F.C.                                 |
| 8   | TĐ     | Jimmy Marin                  | 8 tháng 10, 1997 (19 tuổi)  | C.S. Herediano                                          |
| 9   | TĐ     | Andy Reyes                   | 6 tháng 4, 1999 (17 tuổi)   | A.D. Carmelita                                          |
| 10  | TĐ     | Jonathan Martinez            | 19 tháng 3, 1998 (18 tuổi)  | A.D. Carmelita                                          |
| 11  | TĐ     | Randall Leal                 | 14 tháng 1, 1997 (20 tuổi)  | KV Mechelen                                             |
| 12  | TV     | Juan Arguedas                | 21 tháng 4, 1997 (19 tuổi)  | A.D. Carmelita                                          |
| 13  | TV     | Esteban Sibaja Espinoza      | 22 tháng 11, 1997 (19 tuổi) | Belén F.C.                                              |
| 14  | TV     | Roberto Cordoba              | 16 tháng 7, 1998 (18 tuổi)  | L.D. Alajuelense                                        |
| 15  | TĐ     | Bernald Alfaro               | 26 tháng 1, 1997 (20 tuổi)  | A.D. Carmelita                                          |
| 16  | TV     | Marvin Loria                 | 24 tháng 4, 1997 (19 tuổi)  | Deportivo Saprissa                                      |
| 17  | TĐ     | Jostin Daly                  | 23 tháng 4, 1998 (18 tuổi)  | C.S. Herediano                                          |
| 18  | TM     | Alejandro Barrientos         | 11 tháng 2, 1998 (19 tuổi)  | Belén F.C.                                              |
| 19  | HV     | Yostin Salinas               | 14 tháng 9, 1998 (18 tuổi)  | Deportivo Saprissa                                      |
| 20  | TV     | Eduardo Juarez               | 22 tháng 9, 1998 (18 tuổi)  | L.D. Alajuelense                                        |

### El Salvador
Huấn luyện viên:  Eduardo Lara
| 0#0 | Vị trí | Cầu thủ                   | Ngày sinh và tuổi           | Câu lạc bộ            |
| --- | ------ | ------------------------- | --------------------------- | --------------------- |
| 1   | TM     | Mario González Martínez   | 20 tháng 5, 1997 (19 tuổi)  | C.D. Luis Angel FIRPO |
| 2   | HV     | Óscar Menjívar Oviedo     | 7 tháng 7, 1997 (19 tuổi)   | C.D. UES              |
| 3   | HV     | Roberto Domínguez Fuentes | 9 tháng 5, 1997 (19 tuổi)   | Santa Tecla F.C.      |
| 4   | HV     | Ronald Gómez Rodríguez    | 22 tháng 9, 1998 (18 tuổi)  | C.D. Aguila           |
| 5   | TV     | Josué Santos Olivares     | 12 tháng 6, 1997 (19 tuổi)  | C.D. Fas              |
| 6   | TV     | Diego Cartagena Martínez  | 15 tháng 4, 1997 (19 tuổi)  | Turin F.C.            |
| 7   | TV     | Kevin Reyes Ortíz         | 28 tháng 8, 1999 (17 tuổi)  | Santa Tecla F.C.      |
| 8   | TV     | Hector Quinteros García   | 11 tháng 12, 1998 (18 tuổi) | Georgia United        |
| 9   | TĐ     | Brayan Paz Ayala          | 14 tháng 11, 1997 (19 tuổi) | C.D. Aguila           |
| 10  | TĐ     | Marvin Márquez Ayala      | 12 tháng 3, 1998 (18 tuổi)  | Alianza F.C.          |
| 11  | TV     | Jonathan Aguilar          | 12 tháng 12, 1997 (19 tuổi) | Turin F.C.            |
| 12  | TV     | José Enrique Contreras    | 1 tháng 2, 1997 (20 tuổi)   | Alianza F.C.          |
| 13  | TV     | Fernando Castillo         | 9 tháng 7, 1997 (19 tuổi)   | C.D. Fas              |
| 14  | TV     | Marcos Rodriguez          | 10 tháng 8, 1997 (19 tuổi)  | Sonsonate F.C.        |
| 15  | HV     | Denilson Vidal Rosales    | 17 tháng 8, 1997 (19 tuổi)  | C.D. Fas              |
| 16  | HV     | Diego Chavez              | 5 tháng 4, 1997 (19 tuổi)   | Turin F.C.            |
| 17  | TV     | Walter Ayala Chiguila     | 5 tháng 10, 1997 (19 tuổi)  | C.D. Once Lobos       |
| 18  | TM     | Alan Carrillo Berduo      | 25 tháng 11, 1998 (18 tuổi) | California Rush       |
| 19  | TĐ     | Josue Rivera Arevalo      | 9 tháng 5, 1999 (17 tuổi)   | C.D. Fas              |
| 20  | TV     | Amilcar Bermudez          | 22 tháng 1, 1997 (20 tuổi)  | C.D. Luis Angel FIRPO |

### Trinidad và Tobago
Huấn luyện viên:  Brian Williams
| 0#0 | Vị trí | Cầu thủ                | Ngày sinh và tuổi           | Câu lạc bộ                       |
| --- | ------ | ---------------------- | --------------------------- | -------------------------------- |
| 1   | TM     | Denzil Smith           | 13 tháng 10, 1999 (17 tuổi) | Unattached                       |
| 2   | HV     | Isaiah Garcia          | 22 tháng 4, 1998 (18 tuổi)  | W Connection F.C.                |
| 3   | HV     | Kori Cupid             | 8 tháng 1, 1997 (20 tuổi)   | Unattached                       |
| 4   | HV     | Shane Sandy            | 23 tháng 1, 1997 (20 tuổi)  | Unattached                       |
| 5   | HV     | Taryk Sampson          | 5 tháng 3, 1997 (19 tuổi)   | Ma Pau Stars S.C.                |
| 6   | HV     | Simeon Bailey          | 27 tháng 1, 1997 (20 tuổi)  | Unattached                       |
| 7   | TV     | Morgan Bruce De Rouche | 21 tháng 5, 1998 (18 tuổi)  | Queens Park Rangers F.C.         |
| 8   | TV     | Kierron Mason          | 14 tháng 8, 1998 (18 tuổi)  | Marabella Crisis Centre          |
| 9   | TĐ     | Nicholas Dillon        | 25 tháng 3, 1997 (19 tuổi)  | Central F.C.                     |
| 10  | TV     | Jabari Mitchell        | 1 tháng 5, 1997 (19 tuổi)   | W Connection F.C.                |
| 11  | TV     | Noah Powder            | 27 tháng 10, 1998 (18 tuổi) | New York Red Bulls II            |
| 12  | TV     | Joshua Sitney          | 11 tháng 1, 1999 (18 tuổi)  | Malta Carib Alcons               |
| 13  | TV     | Micah Lansiquot        | 19 tháng 5, 1997 (19 tuổi)  | Unattached                       |
| 14  | TĐ     | Josh Toussaint         | 8 tháng 7, 1997 (19 tuổi)   | St. Ann's Rangers F.C.           |
| 15  | TĐ     | Kathon St. Hillaire    | 5 tháng 11, 1997 (19 tuổi)  | Unattached                       |
| 16  | TĐ     | Rushawn Murphy         | 7 tháng 10, 1998 (18 tuổi)  | Unattached                       |
| 17  | TV     | Stephon Marcano        | 1 tháng 10, 1999 (17 tuổi)  | Unattached                       |
| 18  | TĐ     | Joshua Leach           | 1 tháng 4, 1997 (19 tuổi)   | Police F.C.                      |
| 19  | TĐ     | Taofik Lucas-Walker    | 16 tháng 4, 1998 (18 tuổi)  | Virginia Commonwealth University |
| 20  | TM     | Montel Joseph          | 22 tháng 1, 1997 (20 tuổi)  | Boreham Wood F.C.                |

Ghi chú
1. ↑  Denzil Smith listed by CONCACAF as being attached to Shiva Boys College
2. ↑  Kori Cupid is listed by CONCACAF as being attached to Presentation College
3. ↑  Shane Sandy is listed by CONCACAF as being attached to Naparima College
4. ↑  Simeon Bailey listed by CONCACAF as being attached to Barataria South Secondary School
5. ↑  Micah Lansiquot is listed by CONCACAF as being attached to East Mucurapo Secondary School
6. ↑  Kathon St. Hillaire is listed by CONCACAF as being attached to St Anthonys College
7. ↑  Rushawn Murphy is listed by CONCACAF as being attached to Malick Senior Comprehensive
8. ↑  Stephon Marcano is listed by CONCACAF as being attached to Fatima College